# Parafia św. Filipa i św. Jakuba w Hawker
Parafia św. Filipa i św. Jakuba w Hawker – parafia rzymskokatolicka, należąca do diecezji Port Pirie, erygowana w 1892 roku.